# هانس فلیشمن
هانس فلیشمن (انگلیسی: Hans Fleischmann; ۱۱ مهٔ ۱۸۹۸ – ۲۸ دسامبر ۱۹۷۸) بازیکن فوتبال اهل آلمان بود.
از باشگاه‌هایی که در آن بازی کرده‌است می‌توان به باشگاه فوتبال مانهایم اشاره کرد.
وی همچنین در تیم ملی فوتبال آلمان بازی کرده‌است.